# Aditya Assarat
Aditya Assarat (tailandès อาทิตย์ อัสสรัตน์, Bangkok, 1972) és un director, cinematògraf i productor independent tailandès.

## Biografia
Va deixar Tailàndia als 15 anys per estudiar als Estats Units. Va estudiar història a la Universitat de Nova York, i va ser aleshores quan es va interessar pel cinema. Va obtenir un màster en producció cinematogràfica a la USC School of Cinematic Arts de la Universitat del Sud de Califòrnia l'any 2000.
La seva pel·lícula de tesi de postgrau, el curt de 15 minuts, Motorcycle, parlava d'un pare que es dol per la pèrdua del seu fill en un accident de motocicleta. Es va projectar a desenes de festivals de cinema, inclòs el Festival Internacional de Cinema de Chicago, on va guanyar un premi Hugo d'Or, el Festival Internacional de Cinema de San Francisco, on va guanyar un Premi Golden Gate, Aspen Shortsfest, on va ser nomenat millor curtmetratge, i el Shorts International Film Festival de Nova York, on també va ser nomenat millor curtmetratge. També va guanyar el Ratana Pestonji al Festival de Curtmetratges i Vídeos Tailandesos del 2000 i el premi Vision of Life al Festival de Cinema de Bangkok del 2000.
Van seguir altres curtmetratges, com 705 Sukumvit 55 el 2002 i Waiting, un curtmetratge de 25 minuts realitzat el 2003. Waiting es va projectar en més d'una dotzena de festivals, inclòs el curtmetratge tailandès. i Video Festival, on va guanyar un premi especial al mèrit, el Barcelona Asian Pacific Short Film Festival, on va guanyar el millor curt, i el Festival de Cinema de Torí on va guanyar el Premi Cinemavvenire al millor curtmetratge.
El 2002, Aditya va dirigir Pru Raw Velvet: A Concert Documentary, per a la banda de rock tailandès Pru, treballant amb un amic de la infància, Kamol "Suki" Sukosol Clapp., membre de la banda. La pel·lícula de 120 minuts es va projectar tant a Channel V Thailand com a MTV Thailand.

### 3 Friends
El 2003, Aditya va guanyar el premi Hubert Bals al Festival Internacional de Cinema de Rotterdam, i va ser convidat a participar al Pla promocional de Busan. Aditya també va participar en el programa Annenberg Film Fellows al Sundance Institute aquell mateix any.
Durant l'any, Aditya va ajudar a desenvolupar un llargmetratge experimental, 3 Friends (Ma-Mee), que va tenir un llançament limitat, incloses les projeccions al Festival Internacional de Cinema de Toronto de 2005, on es va estrenar, i el Festival Internacional de Cinema de Bangkok de 2006. Va codirigir la pel·lícula amb Mingmongkol Sonakul i Pumin Chinaradee. La va protagonitzar l'actriu Napakpapha Nakprasitte, interpretant-se a ella mateixa, en una pel·lícula que era en part documental, en part paròdia del fenomen de la telerealitat.

### Pop Pictures
El 2006, Aditya i els seus amics Soros Sukhum i Jetnipith Teerakulchanyut van formar la seva pròpia companyia de producció, Pop Pictures, fent anuncis de televisió, vídeos musicals, programes de televisió i pel·lícules.
Una de les obres de la companyia és Dreamchaser, una sèrie de telerealitat tailandesa. Per a la primera temporada, mostrada el 2006, es va documentar un viatge creuat en moto per Tailàndia de l'amic d'Aditya, el músic Suki Sukosol Clapp de Pru. La segona temporada, programada per al 2007-2008, inclouria Suki viatjant amb l'actor Ananda Everingham a Laos, Cambodja i Vietnam.

### Wonderful Town
També el 2006, Aditya estava treballant en el seu primer llargmetratge dramàtic, Wonderful Town ambientat al post-tsunami a la província de Phang Nga, que es va estrenar l'any 2007 i des de llavors s'ha projectat i guanyat premis en diversos festivals de cinema.

### Hi-So
Hi-So es va projectar al 61è Festival Internacional de Cinema de Berlín. En una entrevista, Aditya explica que Hi-So va ser originalment la primera pel·lícula en la que va treballar després de l'escola de grau, però va acabar treballant i estrenant Wonderful Town primer. El títol Hi-So significa "alta societat" i Aditya expressa que la seva pel·lícula se centra en "les oportunitats de la gent que té coses i de la gent que no. I la diferència més gran està en la teva ment. Algunes persones se sentirien incòmodes entrant a una botiga Prada, igual que algunes persones se senten incòmodes entrant a un barri marginal. Volia parlar de les diferències que hi ha al teu cap."

## Mètodes de treball
Aditya ha continuat sent un cineasta independent, malgrat l'oferta de dirigir una pel·lícula per a un important estudi tailandès.
"No hauria funcionat. Estava massa allunyat del meu estil de cinema. Però si l'estudi està disposat a fer la pel·lícula amb mi, al meu estil, val la pena intentar-ho. Seria difícil, però. No hi ha gaire mercat de pel·lícules alternatives aquí [a Tailàndia]", va dir en una entrevista de 2007.
Després d'haver estat educat fora de Tailàndia durant molts anys, Aditya diu que se sent més còmode escrivint els seus guions en anglès, que després s'ha de traduït al tailandès.
"És l'únic dilema real de la meva realització cinematogràfica. Encara no ho he treballat realment", va dir en una entrevista del 2007. "Però és molest, ja que ho frena tot. El que vull dir-ho a la pel·lícula encara ha de passar per algú més. Intentaré resoldre el problema a la meva propera pel·lícula fent que el meu personatge principal s'assembli més a mi: un tailandès que ha crescut a l'estranger i parla anglès durant la meitat de la història."